# ヴァーリア属
ヴァーリア属（ヴァーリアぞく、学名：Vahlia) は、被子植物真正双子葉類のヴァーリア科に属する唯一の属。5〜8種があり、アフリカ及びマダガスカルからインド亜大陸にかけて分布する。白または黄色の花を咲かせる一年生または多年生の草本または低木。学名はデンマーク・ノルウェーの植物学者マルティン・ヴァール (Martin Vahl) に因む。

## 概要
ヴァーリア属は、一年生または二年生の草本植物または低木である。葉は対生し、単葉で線形、茎に沿って伸びる。托葉は無い。
花序は２花が対になる集散花序で、頂生または腋生する。花は両性で、比較的小さく、放射相称。萼片・花弁ともに５枚で離生する。花盤の上に雄蕊が5本伸び、合着はしない。子房は下位で、雌蕊は2-3枚の心皮からなる合生心皮、多数の胚珠を含む。
果実は蒴果で、2-3室。種子は小さく、50〜200個と大量につく。

## 生息分布
ヴァーリア属には、少なくとも5種が認められる。アフリカが起源で、マダガスカルやアジアに生息域を拡大した。5種全てがアフリカ、そのうち3種はアジアにも分布する。インドとスリランカにはVahlia dichotoma 、パキスタンとインド北西部にはVahlia digyna 、イランとイラクにはVahlia geminiflora が分布する。マダガスカルにはVahlia digyna 1種のみが分布する。Vahlia capensis は、南アフリカケープ州の固有種である。

## 分類
伝統的な分類体系では、ヴァーリア属はユキノシタ科に属し、タハタジャン分類体系でもヴァーリア科はユキノシタ目に含められていた。分子系統学の研究成果を反映したAPG IIIでは、シソ類に含められたが、属する目は不明とされた（incertae sedis）。2016年に発表されたAPG IVにおいては、ヴァーリア属のみを含むヴァーリア科が新設された。
ヴァーリア属は、江戸時代の長崎の出島に滞在した植物学者として知られるカール・ツンベルクによって記載され、命名はデンマーク・ノルウェーの植物学者マルティン・ヴァールに因む。

## 種
5種から8種があるとされる。
- Vahlia capensis (L. f.) Thunb. - 南アフリカに3亜種4変種が分布する。
  - Vahlia capensis subsp. capensis - 亜種。南アフリカのリンポポ州、北ケープ州、西ケープ州、北西州に分布。
  - Vahlia capensis subsp. ellipticifolia Bridson
  - Vahlia capensis subsp. vulgaris Bridson
    - Vahlia capensis subsp. vulgaris var. latifolia Burtt Davy - ハウテン州にのみ分布。
    - Vahlia capensis subsp. vulgaris var. linearis E.Mey. ex Bridson (Syn.: Vahlia cynodonteti Dinter)
    - Vahlia capensis subsp. vulgaris var. longifolia (Gand.) Bridson (Syn.: Vahlia capensis sensu J.H.Ross, Vahlia longifolia Gand.)
    - Vahlia capensis subsp. vulgaris var. vulgaris
- Vahlia dichotoma (Murray) Kuntze - マダガスカル、スリランカ、インド、ベトナムに分布。
- Vahlia digyna (Retz.) Kuntze - 熱帯アフリカ、ソマリア、エチオピア、エジプト、パキスタン、インドに分布。
- Vahlia geminiflora (Caill. & Delile) Bridson - マリ、ナイジェリア、アフリカ東北部および中東に分布。チャドでは侵略的外来種となっている。
- Vahlia somalensis Chiov. - 東アフリカに2亜種が分布。
  - Vahlia somalensis subsp. somalensis
  - Vahlia somalensis subsp. goddingii (Bruce) Bridson